# سسک گلونخودی
سسک گلونخودی (نام علمی: Phylloscopus subaffinis) گونه‌ای از سسک‌های برگی (تیرهٔ سسکان برگی (Phylloscopidae)) است. در گذشته در مجموعه "سسکان جهان قدیم " گنجانده شده بود.
در چین زادآوری می‌کند و زمستان را به سوی شمال جنوب شرق آسیا می‌گذراند. زیستگاه طبیعی آن جنگل‌های معتدل است.